# Collingswood
Collingswood ist eine Gemeinde im Camden County im US-Bundesstaat New Jersey. Das U.S. Census Bureau ermittelte bei der Volkszählung 2020 eine Einwohnerzahl von 14.186.
Zweijährig hat die Collingswood High School seit 1989 ein Austauschprogramm mit dem Gymnasium Zitadelle Jülich, NRW.

## Galerie

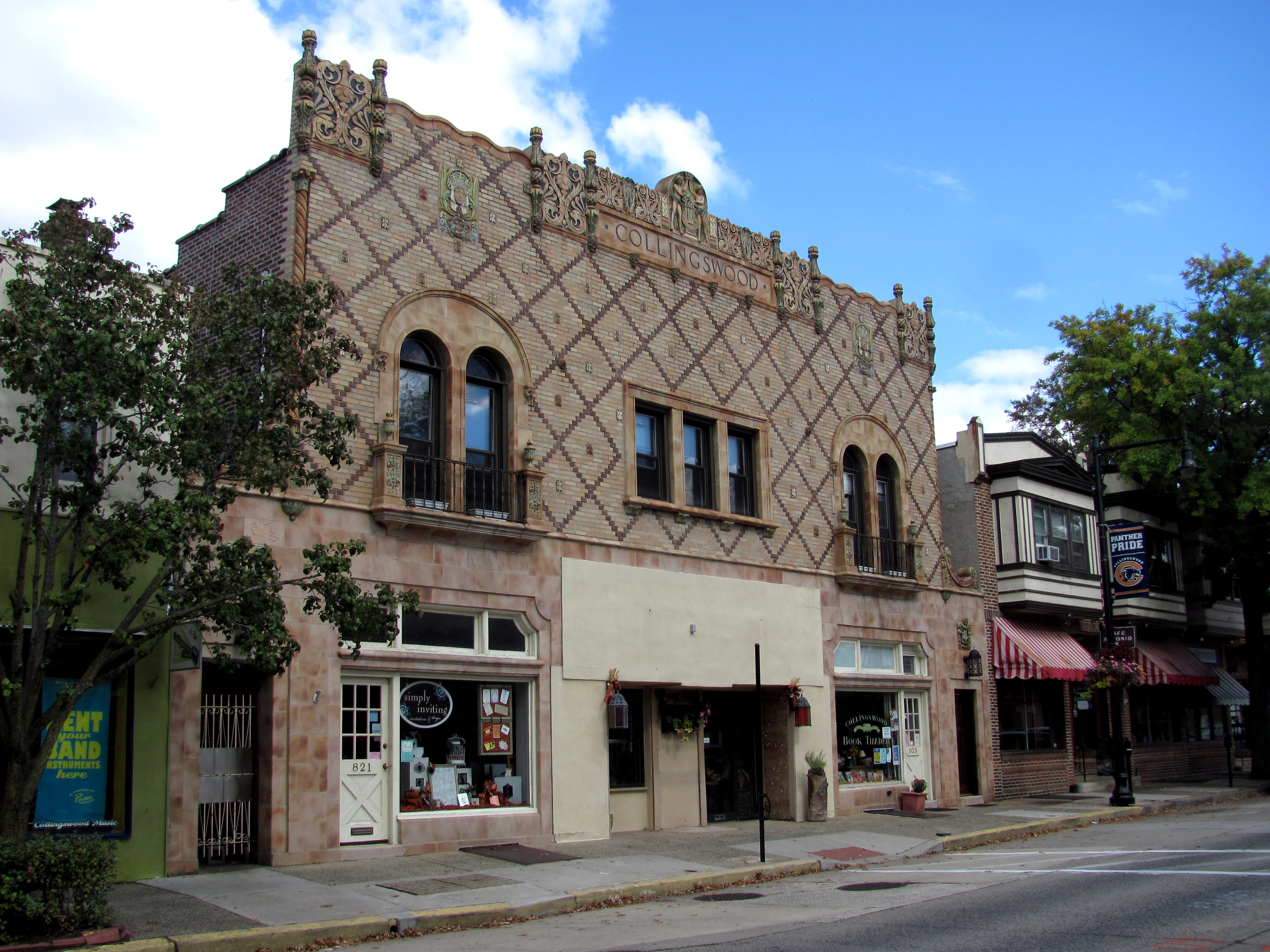
Altes Collingswood Theater
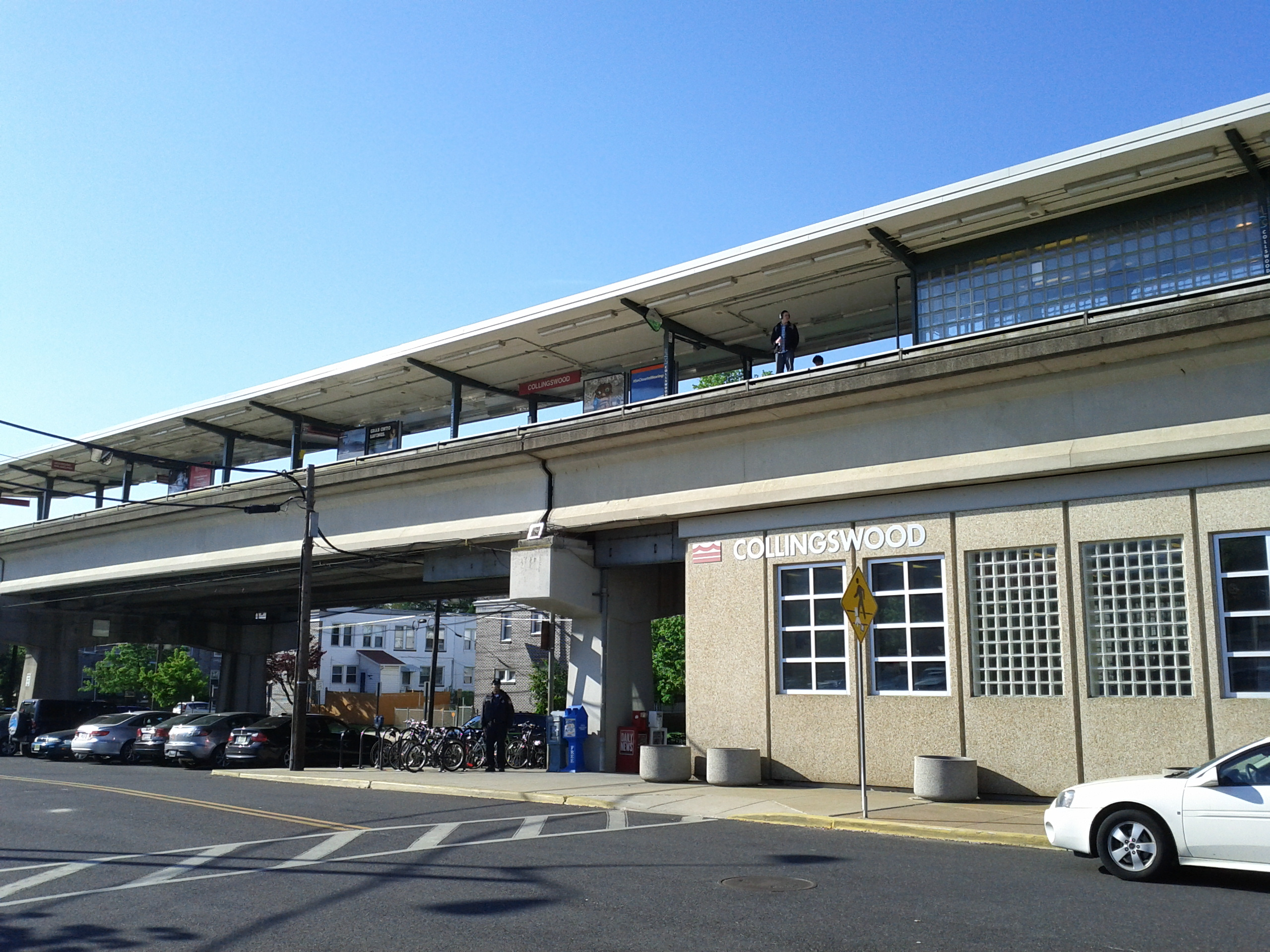
Collingswood PATCO Bahnhof
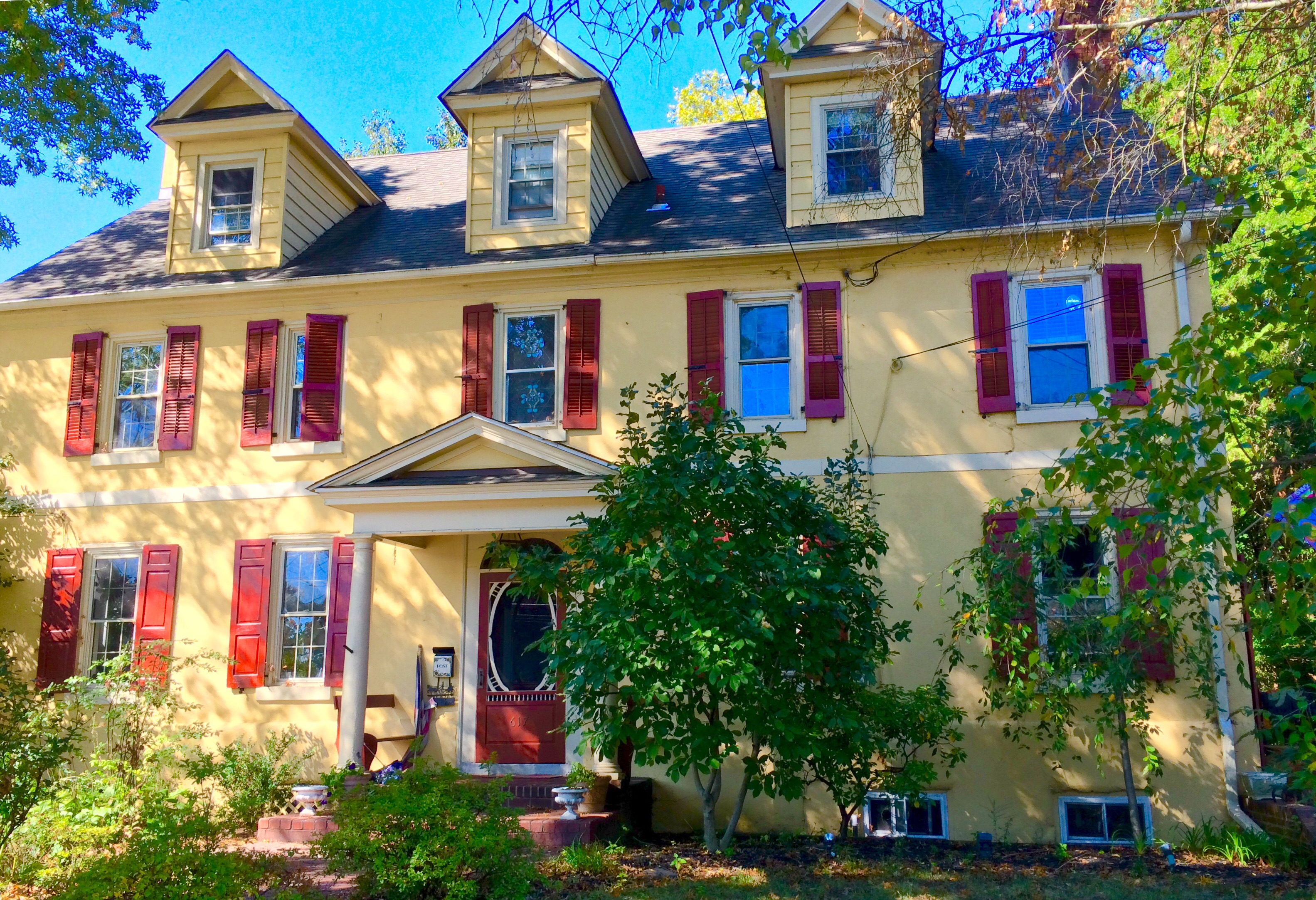
Historisches Stokes-Lee House